# こじポン
こじポンとは北海道札幌市を中心とする個人タクシークーポン券及びクーポン発行サービスである。
運営会社は株式会社ティーツーワイジャム。

## 概要
こじポンに加盟している個人タクシーに乗車し、乗車賃を支払うと乗車賃分の応募券がもらえる。応募券は一口10,000円でこじポン事務局に送ることができ、10,000円毎に500円分の乗車補助券と交換することができる。
この乗車補助券は日本全国の個人タクシーで使用することができる。